# Hombre de Arena
El Hombre de Arena (inglés: Sandman) (William Baker, también conocido como Flint Marko) es un personaje ficticio, un supervillano que aparece en los cómics estadounidenses publicados por Marvel Comics. Uno de los villanos más poderosos del Hombre Araña. Un cambiaformas con la capacidad de convertirse en arena, comenzó como adversario recurrente del superhéroe arácnido, y con el tiempo fue redimido, convirtiéndose finalmente en un antihéroe. Sandman es también enemigo de Los 4 Fantásticos y miembro fundador del equipo de supervillanos Seis Siniestros.
El personaje ha sido adaptado en varias otras encarnaciones mediáticas de Spider-Man. En el cine, Thomas Haden Church interpreta al Hombre de Arena en la película Spider-Man 3 (2007) y volverá a interpretar por última
vez en la cinta del Universo Cinematográfico de Marvel para Spider-Man: No Way Home (2021), ambientada en el Universo Cinematográfico de Marvel (UCM). Una criatura basada en el Hombre de Arena apareció en la película del UCM Spider-Man: lejos de casa (2019), que en realidad era una ilusión creada por una serie de drones operados por Mysterio. En 2009, el Hombre de Arena fue clasificado como el 72° villano de cómics más grande de todos los tiempos según IGN.

## Historial de publicación
Hombre de Arena apareció por primera vez en The Amazing Spider-Man # 4 (septiembre de 1963), creado por el escritor Stan Lee y el artista Steve Ditko como adversario de Spider-Man. El personaje regresó en The Amazing Spider-Man # 18 y # 19, y pronto fue representado en otros cómics, como The Incredible Hulk y The Fantastic Four.
Hombre de Arena fue el villano del primer número de la serie spin-off de Spider-Man, Marvel Team-Up (marzo de 1972), que le dio una descripción más moralmente ambigua. El escritor Roy Thomas comentó más tarde: "Me complace ver la redención gradual de Hombre de Arena, cuyas semillas tal vez ayudé a plantar en esa historia. Me pareció un personaje que podría tener eso en él..." Posteriormente las historias se quedaron con la descripción original del personaje, pero una década más tarde, el retrato más simpático de Hombre de Arena regresó, comenzando con Marvel Two-in-One # 86 (abril de 1982), en el que a Hombre de Arena se le asigna el papel de coprotagonista, su némesis, La Mole. El Hombre de Arena fue más tarde un aliado de Spider-Man, así como un miembro de reserva de los Vengadores y un miembro del equipo de mercenarios "Grupo Salvaje" de Silver Sable.
Además de ser el más notable como un supervillano de Spider-Man, también ha sido descrito como un antagonista de los Cuatro Fantásticos en los cómics de Stan Lee y Jack Kirby (principalmente debido a que fue presentado como miembro fundador de Los 4 Terribles originales) junto con estar en el lado heroico (ser un miembro de la reserva de los Vengadores) hasta que se presente como un supervillano trágico en los cómics de Spider-Man, una vez más.

## Biografía del personaje
William Baker nació en Queens, Nueva York. Cuando tenía tres años, su padre lo abandonó a él y a su madre. En estos primeros años, llevó a su hijo a la playa de Coney Island. Se perdió felizmente en las esculturas de arena, un arte que usaría en la escuela secundaria bajo el estímulo de su maestra (y primer amor), la señorita Flint.
En la escuela preparatoria, un muchacho llamado Vic intimidó a Baker hasta que aprendió a luchar usando los movimientos de un oponente contra sí mismos, una técnica que él realizó como si se deslizara a través de sus dedos como arena. Vic y sus amigos finalmente hicieron amistad con Baker. En la escuela secundaria, William jugó en el equipo de fútbol de su escuela, utilizando el deporte para canalizar su ira. Mientras jugaba al fútbol adoptó el apodo de "Flint", de su antigua maestra.
Después de que Vic incurre en una gran deuda de juego con un mafioso, le ruega a Flint que arreglara un partido de fútbol en el que apostó para pagar su deuda. Flint lo hace, pero es expulsado del equipo después de que el entrenador descubre su participación. El entrenador se burla de Baker, diciéndole que no logrará nada importante en su vida. Flint golpea a su exentrenador, lo que resulta en su expulsión de la escuela y el comienzo de su vida de crimen.
Su actividad ilegal aumenta en profundidad y alcance, convirtiéndolo en un hombre violento y amargo. Finalmente termina en la prisión en la isla Ryker donde conoce a su padre, Floyd Baker. Es amable con su padre, pero no le dice quién es. Le dice a Floyd su sobrenombre, Flint, y un apellido falso, Marko, inspirado en las burlas de su exentrenador sobre no marcar en el mundo. Utiliza el alias, Flint Marko desde ese punto (cambió su nombre también para evitar que su madre descubra que es un criminal). Después de que Floyd es liberado de la prisión, Marko se escapa.
Marko huye a un sitio de pruebas nucleares en una playa cerca de Savannah, Georgia, donde entra en contacto con arena que había sido irradiada por un reactor experimental. Su cuerpo y la arena radiactiva hacen enlace, cambiando la estructura molecular de Marko en arena. Impresionado, se llama el Hombre de Arena, al ver sus nuevos poderes.
Marko choca con Peter Parker / Spider-Man por primera vez en la escuela secundaria de Peter. Spider-Man derrota a Marko con una aspiradora y lo entrega a la policía. El Hombre de Arena se escapa por su ventana después de convertirse en arena, pero es recapturado por la Antorcha Humana después de que la antorcha atrae al Hombre de Arena a un edificio disfrazándose de Spider-Man, activando los sistemas de rociadores. Después de esto Marko resurge como un miembro de los Seis Siniestros, dirigido por el Doctor Octopus. Lucha contra Spider-Man dentro de una caja hermética de metal, que se activa cuando Spider-Man toca una tarjeta diciendo donde está el Buitre, pero el Hombre de Arena es derrotado debido a que Spider-Man tiene pulmones más fuertes que él.
Junto con los Enforcers, él captura la Antorcha Humana pero luego sucumbe a Spider-Man y la Antorcha Humana.
Después de que Spider-Man derrota a Flint numerosas veces, Flint desvía su atención a otros superhéroes. Él equipo con el Mago, Trapster y Medusa para formar los Cuatro Terribles para combatir a los 4 Fantásticos, en atacar a Reed y Sue durante su fiesta de compromiso. Los Cuatro Fantásticos, con la ayuda de algunos otros superhéroes, derrotan al grupo. En otra batalla en la cual él pierde contra los cuatro, él se pone un traje verde modelado con diamantes con un sombrero púrpura, diseñado por el Mago. Más tarde él y Hulk luchan por primera vez. El Mandarín se une a él en su próximo conflicto contra Hulk.
Con el tiempo, Hombre de Arena descubre - comenzando con las manos - que su cuerpo puede transformarse en vidrio y volver otra vez. Contrae cáncer y se hace cargo de un centro de investigación médica. Lucha contra el Hombre Maravilla, pero es curado de su cáncer por la radiación. Después, se alía con Hydro-Man para luchar contra su enemigo mutuo, Spider-Man. Un accidente fusiona a los dos villanos en un monstruo llamado Mud-Thing. Spider-Man y la policía son capaces de deshidratar la monstruosidad. Meses después, los supervillanos logran separarse y seguir sus caminos separados.
El tiempo atrapado con Hydro-Man causó que Marko cuestionara sus malas opciones de vida. La Mole, después de un intento abortado de luchar contra Baker, le insta a enderezarse y utilizar su capacidad para hacer el bien. La historia continúa cuando se reúne con la Mole por segunda vez para ver un juego de deportes.
Marko se junta con las Cassadas y los equipos con Spider-Man contra los Enforcers. Hombre de Arena luego hace apariciones esporádicas en cómics de Spider-Man ayudando a su antiguo enemigo. Su primera aparición lo hace venir al rescate de Spider-Man y Silver Sable, que están superados en número y rodeados por el Sindicato Siniestro. Silver Sable está impresionado por el rendimiento del Hombre de Arena y lo recluta como un operario independiente. El Doctor Octopus le obliga a unirse a los Seis Siniestros, pero Marko se vuelve contra ellos. El Doctor Octopus lo convierte en vidrio por su traición. Spider-Man, sin embargo, salvó al Hombre de Arena, que también aparece como parte de los proscritos, un grupo de enemigos reformados de Spider-Man, tales como Prowler, Rocket Racer, Puma y Will o 'the Wisp, que de vez en cuando ayudaría a Spider-Man.
Más tarde recibe un perdón presidencial y se une brevemente a los Vengadores como miembro de reserva. Más tarde, se convierte en un mercenario de tiempo completo en el empleo de Silver Sable, como miembro de su Wild Pack, sirviendo junto a héroes como Paladin y Battlestar. Hombre de Arena es uno de los pocos héroes temporalmente abrumados por sus dobles malos durante la Guerra del Infinito. Este doble casi los mata a todos.
In The Amazing Spider-Man vol. 2, # 4, Marko se vuelve contra Spider-Man y su a veces aliado con la Mole y declaró su lealtad al mal y su antiguo patrón, el Mago. Este cambio resultó incompatible con lo que muchos fanáticos habían pensado que el Hombre de Arena se había convertido, lo que él había reformado, un héroe. Esta protesta causó a Marvel para salir corriendo una historia, de Peter Parker: Spider-Man vol. 2, # 12, que reconecta a The Amazing Spider-Man # 4 en el que el Mago secuestró a Hombre de Arena y utilizó su máquina de control de la mente, Id Machine, para controlarlo.
La máquina funcionó demasiado bien y el Hombre de Arena fue sobre la reforma de los Seis Siniestros para destruir a Spider-Man y el Doctor Octopus, solo para ser doble-cruzado por Venom, que el Hombre de Arena reclutó como el sexto miembro del equipo. Durante la pelea de Venom contra Hombre de Arena, la Araña Negra viciosa arranca un pedazo de arena del Hombre de Arena. Esa arena perdida desestabiliza al Hombre de Arena, lo que le hace perder su habilidad para mantener su forma humana. Antes de caer en el alcantarillado (y como un guiño a los aficionados que rechazaron el intento de Marvel de volver a villanizar al personaje), Hombre de Arena admitió que parte de la razón de su caída de la gracia era el problema que tuvo que realmente hacer frente a la vida de los buenos y le pide a Spider-Man que le diga a su madre que lamenta no haber cumplido su promesa a ella, ser una fuerza para el bien. Hombre de Arena se lava y se desliza por una alcantarilla, de la que se mezcla en Jones Beach, Nueva York y se piensa que ha muerto.
El cuerpo y la mente de Hombre de Arena están esparcidos por toda la playa. Esta separación dura demasiado tiempo para él, haciendo que su mente se divida en el bien y su opuesto, el mal, que cuando dominante creó vórtices de arena para atrapar a peines de playa. Spider-Man llegó a confrontar al Hombre de Arena, en última instancia, utilizando la inestabilidad mental del Hombre de Arena para liberar a sus cautivos y hacer que explotara.
Su arena fluye por toda Nueva York y toca hacia abajo en pilas formando seres que lo personifican: lo bueno, lo malo, lo suave y lo inocente. Spider-Man localiza a estos Hombres de Arena para convencerlos de que se unan. La persona malvada de Hombre de Arena se funde con sus personas inocentes y amables, pero la buena de Hombre de Arena rechaza al malvado. Debido a que la mente de Hombre de Arena puede manejar su personalidad en la separación por solo un tiempo limitado, pierde su capacidad de retenerse, desmoronándose y soplando, dejando a Spider-Man para reflexionar sobre la naturaleza de su enemigo.
Hombre de Arena es uno de los villanos reclutados para recuperar el Disco de Identidad, pero durante su recuperación parece ser asesinado en un motín. Al final de la serie, se encuentra vivo y trabajando con Buitre para manipular a los otros villanos.

## Habilidades especiales
El Hombre de Arena tiene la habilidad de transformarse en una sustancia similar a la arena que puede endurecerse, dispersarse o tomar la forma que desee. Posee una gran fuerza física, varias veces superior a la de Spider-Man (hasta 100 toneladas en su máxima densidad). También puede moldear su cuerpo arenoso a voluntad, una manipulación de la Tierra, de las partículas de arena y roca. A menudo, y no solo en combate, esta habilidad le permite absorber la mayoría de los golpes con poco o ningún efecto perjudicial que no sea volver a recomponerse, una acción relativamente rápida. Su camisa a rayas y pantalones de carga son de color arena para simular que se viste con ropa. Incluso cuando está mojado, fue capaz de estirar sus moléculas de arena, creciendo al doble de su tamaño.
Puede moldear sus brazos y manos en formas tales como martillo u otras para combatir a Spider-Man y a sus otros enemigos. Su masa, fuerza y capacidad de cambio de forma corresponden al número de partículas de arena y roca que lo componen. Cuantos más granos de arena y roca acumula, más se realzan esas cualidades. Aunque controla cada partícula en su cuerpo, su mente existe en el plano astral. Puede convertirse en una tormenta de arena que le permite volar grandes distancias y sofocar a sus enemigos.

## Debilidades
A pesar de estar hecho de arena y de poseer fuerza sobrehumana, tiene estas desventajas:
- Si cae dentro del agua, su cuerpo se desmorona, a menos que reúna suficientes partículas de arena y pueda secarse.
- Es susceptible de quedarse atrapado si le cae cemento o algún material de secado rápido.
- Al exponerlo a altas temperaturas o a una carga eléctrica muy alta que genere calor, se convertirá en una estatua de vidrio, aunque esto no le afecte para regresar a su forma de arena.
- Puede verse afectado si se moja con agua y se congela rápidamente por cualquier método, dejándolo incapacitado hasta descongelarse el agua de su interior.
- Si recibe ondas vibratorias continuas, su cuerpo no podría reacomodarse al no tener tiempo de hacerlo, hasta que se detengan dichas vibraciones.

## Otras versiones

### 1602
Marvel 1602: Fantastick Four, una secuela de Marvel 1602 de Neil Gaiman, escrito por Peter David, cuenta con la versión 1602 de Marvel Sandman. Si bien físicamente se parece a Flint Marko, tiene la piel pálida y los ojos brillantes del Morfeo de Gaiman. También alude a la capacidad de invocar pesadillas. En la cuarta cuestión, puede enviar a Ben Grimm a dormir echándole un vapor o polvo. Tanto Sandman como Trapster se ven aplastados por la caída de escombros cuando Bensaylum se derrumba.

### Amazing Spider-Man: Renueve sus votos
Durante la historia de Secret Wars, Sandman se alió con las fuerzas rebeldes en S.H.I.E.L.D. luego de que Regent conquistara el mundo donde parte de él se convirtió en el dominio del Battleworld de The Regency. Cuando Spider-Man se expone y es atacado por Seis Siniestros, Sandman aparece e intenta convencer a Spider-Man para que lo siga, pero Spider-Man no escucha y asume la parte de Sandman de los Seis. Son capturados por Regent y lee la mente de Sandman para averiguar la ubicación de S.H.I.E.L.D. Uno de los portales de Spot fue cosido a Sandman, y como último recurso, se sacrifica para permitir que los rebeldes entren con el portal para detener a Regent y rescatar a Spider-Man.

### Casa de M: Maestros del Mal
Hombre de Arena aparece como miembro de los Maestros del Mal de Capucha. Fue asesinado tanto por Rogue como por Marrow durante los disturbios en Santo Rico.

### JLA / Vengadores
Aparece en el último número entre los Vengadores que luchan a través de la fortaleza de Krona, en un panel donde derrota al Escorpión (Mac Gargan).

### Marvel Zombies
En Marvel Zombies: Dead Days, Sandman, convertido en un zombi, parece atacar a Wolverine y Magneto junto con otros villanos de Spider-Man durante un intento de evacuar a civiles inocentes en un Helicarrier de S.H.I.E.L.D. Los seis villanos son repelidos. Se muestra en Marvel Zombies Return # 1 que Zombi Spider-Man es responsable de infectar al Flint Marko de este universo.

### Marvel Zombies Return
Una versión de Sandman similar a una versión anterior de la contraparte 616 aparece como parte de una versión de los Seis Siniestros. Después de que Zombi Spider-Man se teletransporta a esta realidad, Kingpin envía a los seis para luchar contra "Spider-Man". Los otros cinco miembros son asesinados violentamente por el zombi Spider-Man y Sandman huye, y más tarde encuentra y mata a su propio Spider-Man realidad por miedo al forzar su propia masa corporal de arena por la garganta del Hombre Araña y hacer que su estómago se hinche a masiva proporciones antes de explotar violentamente fuera de su pecho. También está decepcionado por la aparente traición de su enemigo, pensando que si Spider-Man ahora está dispuesto a matar, entonces Sandman también matará. Décadas más tarde, a Sandman se le infunde una cura de nanita desarrollada por Tony Stark y el Zombi Spider-Man que incorpora el factor de curación de Wolverine, que le permite enfrentar a los Zombis de manera segura. Trabajando con algunos aliados que se oponen a los zombis asesinos, el Sandman saca su trampa. Todos los zombis caen, destruidos desde adentro. Tras su muerte definitiva, Zombi Spider-Man le agradece a Sandman por vengar a la tía May y a Mary Jane, a lo que Sandman responde: "Buen viaje, monstruo repugnante". Luego es felicitado por Uatu el Vigilante por su gran ayuda.

## En otros medios

### Series de televisión
- En muchas de las series relacionadas con Spider-Man, el Hombre de Arena aparece, la principal ausencia fue en Spider-Man: TAS posiblemente porque se esperaba que apareciera en la película que James Cameron nunca llegó a rodar, donde era tan solo un secuaz del villano principal, Carlton Strand, y tampoco apareció en Spider-Man Unlimited y en Spider-Man: The New Animated Series.[31]
- Aparece en la serie de The Spectacular Spider-Man, expresado por John DiMaggio.[32] Apareciendo por primera vez en "La Supervivencia del Más Fuerte", Flint Marko es un ladrón que trabaja para Big Man y constantemente es capturado con su secuaz, Alex O'Hirn por Spider-Man. En el episodio "Competencia", se utiliza como conejillo de Indias en los experimentos subterráneos de Oscorp (para Big Man) destinado a dar a Marko una superarmadura de silicio, pero el experimento va mal y da lugar a su transformación en Hombre de Arena. Poco después, Flint ofrece su venganza contra Spider-Man. Él se niega, diciendo que la venganza era para tontos y él solo quiere una "gran puntuación". Rompe su alianza con Hammerhead y se convierte en un criminal independiente conocido como el Hombre de Arena. Spider-Man ataca a Hombre de Arena cuando roba un banco, pero derrota al héroe y escapa en un desagüe cuya huida, sin embargo, le impide tomar su botín, forzando él para dejarlo atrás. Spider-Man lo captura en su próxima pelea a pesar de que Hombre de Arena parece tener la ventaja, cuando Spider-Man deja caer una gran pila de cemento húmedo de secado rápido, que se endurece y lo envuelve antes de que tenga la oportunidad de escapar. En el episodio "Terapia de Grupo", Hombre de Arena es visto con los Seis Siniestros junto al Doctor Octopus, Rhino, Shocker, Buitre y Electro, escapando fuera de la cárcel y huyendo a lo largo de Nueva York antes de ser derrotado por Spider-Man (poseído por el traje negro). En el episodio "Refuerzos", Hombre de Arena se une de nuevo a los Seis Siniestros, compuesto por Electro, Kraven el Cazador, Rhino, Mysterio y Buitre en la víspera de Navidad, pero es otra vez derrotado por Spider-Man esta vez siendo primero convertido al fango que entonces es congelado. En el episodio "Primeros pasos", Hombre de Arena se vuelve más poderoso durante su tiempo en prisión que aprendió que podía absorber arena extra en su cuerpo absorbiendo la arena combinada de una playa y el fondo del puerto convirtiéndose en un gigante masivo, y ayuda a Hammerhead a bajar un petrolero para hacer el "gran puntaje" que siempre soñó. Pero cuando el barco está a punto de explotar, Hombre de Arena ayuda a Spider-Man a rescatar a la tripulación y como un gigante, se envuelve alrededor de la explosión de la nave para proteger a los civiles pero se cristaliza. Spider-Man cree que murió, solo para que Hombre de Arena aparezca vivo después de dejar a Spider-Man.
- Apareció también en la nueva serie de Ultimate Spider-Man:[33] con la voz de Dee Bradley Baker.
  - En la primera temporada, el episodio 17, "Día de Nieve", Spider-Man y su equipo encuentran al Hombre de Arena en una isla que Nova encuentra para su uso como un lugar de vacaciones. El Hombre de Arena aparece por primera vez a ellos en la forma de un joven llamado de arena que quiere jugar con el equipo de Spider-Man. El equipo de Spider-Man encuentra el "hermano" de arena de Flint quien afirma que Sandy siempre jugando en las ruinas (que forma repentina). Cuando el equipo de Spider-Man va en una retirada táctica, Sandy se convierte en arena y mueve el Quinjet a la parte superior de las ruinas desafiándolos a que venga a buscar. Spider-Man y su equipo acaban siendo atacados por Sandy y Flint, que luego forma un laberinto de arena para que puedan maniobrar alrededor. Power Man encuentra jeroglíficos donde decía que el Hombre de Arena, escapó de la cárcel y fue atrapado en una explosión que le dio sus poderes. Los jeroglíficos indican que Nick Fury lo puso en la isla. Flint y Sandy se combinan en un solo Hombre de Arena que Spider-Man y su equipo enfrentan, que ellos eran la misma persona. Spider-Man lucha contra él, mientras que los otros tratan de llegar al Quinjet. Nova levanta el Quinjet y el equipo de Spider-Man vuelan lejos hasta que sean interceptados por los agentes de Nick Fury. Nick Fury se entera de que el equipo de Spider-Man fue a la isla que estaba el Hombre de Arena y los quiere en el Helicarrier para un fregado completo. Nick Fury mencionó que lo dejó en una isla porque ninguna prisión podría contenerlo con éxito. A continuación, se muestra que el Hombre de Arena había huido de ahí en el traje de Spider-Man cuando se saca la arena de su bota en el Quinjet y sandman daña los controles. Al aterrizar en el río Hudson congelado, Spider-Man y su equipo tuvieron que dejar al Hombre de Arena antes de llegar a tierra. Puño de Hierro rompe las grietas del hielo y Spider-Man le dice a Nova para calentar el cuerpo del Hombre de Arena, lo suficiente para transformarlo en vidrio. A continuación, fue colocado en una unidad de confinamiento especial (que se asemeja a un reloj de arena que está siempre en movimiento) que le impediría volver a montar. Spider-Man toma nota de que el aislamiento del Hombre de Arena en la isla probablemente afectada su salud mental, que admite Fury es cierto; que no debería haber dejado solos, en referencia al equivalente de "barrer debajo de la alfombra".
  - En la segunda temporada, el episodio 24, "El Regreso del Hombre de Arena", el asombroso Androide accidentalmente libera al Hombre de Arena que termina parándolo y apaga el fuego causado por él. Declaró a Spider-Man que sólo quería ayudar. Nick Fury mencionó que él ha estado trabajando para rehabilitarlo y la esperanza de hacer de él un héroe. Spider-Man le dice a Nick Fury que le permitió a entrenar para ser un héroe. Está equipado en un traje de contención especial (que se asemeja al traje que lo convirtió en asistente en los cómics) que limita su poder de Walter y Amanda Cage. Mientras que los agentes de SHIELD observan a Spider-Man, y hace al Hombre de Arena para combatir a Swarm con un traje de contención que es el blanco de Swarm. Spider-Man se ve obligado a conseguir el traje de contención fuera al Hombre de Arena que luego Swarm está en la sumisión. Se pone en el control y se disculpa por sus acciones. Con el asesoramiento de Puño de Hierro, Spider-Man entrena al Hombre de Arena (cuyo traje de contención ha sido sustituido) en ser un hombre de primera y segunda. Cuando Batroc el saltador se encuentra en medio de un robo, Hombre de Arena entra en acción en atacar a Batroc el saltador. Cuando Batroc el saltador lanza un cubo de basura en él, termina atacando Batroc el saltador como J. Jonah Jameson hace un comentario negativo hacia el Hombre de Arena, que pierde el control de sus emociones y se rompe fuera de su traje en el que ataca a Spider-Man con un ataque tormenta de arena. Nick Fury envía al resto del equipo de Spider-Man para ayudarlo a detener al Hombre de Arena. Spider-Man niega el plan de Nova en convertirlo en vidrio de nuevo e idea un plan diferente. Spider-Man entonces trata de razonar con él hasta que llega Nova y Spider-Man lanza al impresionante Android en la boca de Flint donde lo absorbe. Cuando los agentes de SHIELD llegan con un nuevo traje de contención, recibe un disparo en el traje de contención y puesto bajo custodia de SHIELD.
  - En la tercera temporada, el episodio 24, "Concurso de Campeones, parte 2", el Gran Maestro utiliza al Hombre de Arena contra Spider-Man en un juego de "Capturar la bandera". Spider-Man trata de razonar con él que no es un villano al que declaró que SHIELD ha de siempre en mantenerlo encerrado. El Coleccionista coloca al Capitán América, Hulk Rojo y Puño de Hierro en el juego. Con una idea de Spider-Man, Hulk Rojo fue capaz de calentar a sí mismo lo suficiente como para convertirlo en el vidrio, removerlo del juego.
  - En la cuarta temporada, el episodio 7, "Día de Playa", Spider-Man y Araña de Hierro persiguen al Buitre que los lleva a una isla cercana, donde se descubrió que el Doctor Octopus ha capturado al Hombre de Arena y lo ha clonado a partir de sus muestras de arena a fin de encontrar el "último Hombre de Arena" que se unirían a los Seis Siniestros. Cuando Araña de Hierro tropieza en laboratorio del Doctor Octopus, termina encarcelado por el Doctor Octopus como uno de los clones del Hombre de Arena que lleva la armadura Araña de Hierro. Como Amadeus Cho y Hombre de Arena trabajan para liberarse, Spider-Man lucha contra el Doctor Octopus, sus Octobots, y los clones de Flint. Araña de Hierro utiliza una interrupción electrónica a distancia para desactivar el Doctor Octopus, los clones se vuelven inertes como ellos, Hombre de Arena los reabsorbe. Después que el Doctor Octopus se escapa, Spider-Man y Araña de Hierro permiten al Hombre de Arena a asumir su forma de arena en una zona cercana al Triskelion como una playa, diciéndole que él va a tener la oportunidad de unirse a la Academia SHIELD cada vez que está listo. En el episodio 11, "Los Nuevos 6 Siniestros, Parte 2", Spider-Man despierta al Hombre de Arena a luchar contra Hydro-Man mientras que él fue tras el Doctor Octopus. Tanto el Hombre de Arena y Hydro-Man fueron emparejados con facilidad. Después de la destrucción de la isla de Ock y derrotar a Hydro-Man, salva la cápsula de escape que Spider-Man y la Tía May encontraron. En el episodio 12, "La Agente Web", aparece con el equipo de Nuevos Guerreros siendo una playa al divertirse en el Triskelion, antes de que Nova llegue al lugar. En el final, "Día de Graduación, Parte 1", asiste a la ceremonia de graduación hasta que Doc Ock pone al Triskelion en un campo de fuerza como una trampa.
- Aparece en su nueva serie, Spider-Man,[34] con la voz de Travis Willingham. Esta versión es un antiguo subordinado de Hammerhead y tiene una hija llamada Keemia (voz de Sofia Carson). Después de que había fallado por última vez, Flint Marko fue enterrado por Hammerhead en una combinación de arena y residuos tóxicos. Mientras Hammerhead pensaba que estaba muerto, Flint realmente sobrevivió y fue mutado para tener un cuerpo parecido a la arena. Durante su alboroto en Coney Island, Hombre de Arena corrió en encontrar a Spider-Man y fue golpeado con agua de un tanque húmedo por Flash Thompson. Peter Parker encontró una muestra y la estudió para descubrir por qué estaba consciente mientras usaba electricidad estática. Cuando Hombre de Arena atacó la casa, Spider-Man luchó contra Hombre de Arena hasta que soltó la muestra de arena al alejarse de la casa de la tía May. Al oír el origen del Hombre de Arena al obtener el control de sus habilidades, se dirigen a la mansión de Hammerhead para encontrar a Keemia solo para encontrar que ella fue mutada del mismo accidente y tenía un mejor control de sus habilidades. Sobre Keemia al derrotar al Hombre de Arena, el V-252 en Spider-Man actuó y formó un traje negro en él, donde él luchó contra ella y los secuaces de Hammerhead. Mientras Keemia y Hombre de Arena desaparecieron en la noche, Spider-Man levantó a Hammerhead y a sus secuaces y los dejó con la policía.

### Películas
- Thomas Haden Church interpretó a Flint Marko / Hombre de Arena en dos películas de acción real que antes no estaban relacionadas. Esta versión del personaje es retratado como un criminal trágico y comprensivo que está desesperado por recaudar el dinero necesario para su hija gravemente enferma, Penny, la cual aparentemente sufre de cáncer terminal o una enfermedad degenerativa incurable, y se convierte en el hombre de arena después de un accidente que involucró un acelerador de partículas experimental que lo unió con arena a nivel molecular, dando él habilidades de cambio de forma basadas en la arena. Además, jugó un papel en la historia del origen de Spider-Man, siendo accidentalmente responsable de la muerte del tío de este último, Ben Parker.
  - Marko aparece por primera vez en la película de Sony, Spider-Man 3 (2007). Después de escapar de la cárcel, visita a su familia, pero su molesta exesposa Emma lo obliga a que se aleje de ella y su hija, donde también le pide que se largue de la casa. Mientras huye de la policía, este cae accidentalmente en un acelerador de partículas que lo transforma en el Hombre de Arena. Usando sus poderes recién adquiridos, Marko luego ataca un vehículo blindado y se enfrenta a Spider-Man, pero logra escapar. Después de que Spider-Man obtiene su traje negro, lo que aumenta su agresividad, y se entera de que Marko era el asesino de Ben, pelea y aparentemente lo mata en las alcantarillas. En el clímax de la película, Marko se reconstituye y se encuentra con Venom, quien lo persuade de unir fuerzas para matar a Spider-Man. Ellos secuestran a Mary Jane Watson y atraerlo a un sitio de construcción, donde casi lo logran hasta que Harry Osborn interviene y derrota a Marko. Después de la batalla, Marko, ahora consciente de la identidad de Spider-Man, se acerca a él para disculparse y confiesa la verdad sobre el asesinato de su tío: después de un robo, Marko intentó robar el auto de Ben mientras sostenía al hombre a punta de pistola, pero su compañero, Dennis Carradine, lo tomo del hombro, haciendo que Marko apretara el gatillo de forma accidental. Sorprendido por lo sucedido, Marko se entregó voluntariamente a las autoridades más tarde y mientras estaba en prisión paso muchas noches deseando que ese accidente nunca hubiera pasado. Después de enterarse de la trágica historia de Marko y de lo que había pasado realmente con su tío, Peter lo perdona de todo lo que paso y permite que Marko se vaya en paz.
  - El personaje regresó en la película del Universo cinematográfico de Marvel (UCM) Spider-Man: No Way Home (2021).[35] Después de terminar en otro universo, ayuda a su versión de Spider-Man a derrotar a un Electro de un universo separado antes de ser teletransportado y encarcelado en el Sanctum Sanctorum junto con otros supervillanos desplazados del universo alternativo. A medida que sus habilidades se vuelven inestables y se marchita, Marko recibe la oportunidad de una cura de Spider-Man, pero es convencido por el Duende Verde de luchar. Marko luego ayuda a Electro y Lagarto a luchar contra Spider-Man hasta que su versión de Spider-Man lo cura de sus poderes, volviendo a Marko a su estado humano antes de que Doctor Strange lo devuelva a él y a los otros individuos desplazados a sus respectivos universos.
- Un miembro de los Elementales inspirados en el Hombre de Arena apareció en la película UCM de 2019, Spider-Man: Lejos de casa.[36][37][38] Identificado como el Elemental de Tierra, tenía poder sobre las rocas y la arena. Atacó a México, durante el cual se encontró con Nick Fury y María Hill antes de que Mysterio lo derrotara fuera de la pantalla. Peter Parker más tarde descubre que los Elementales eran ilusiones creadas por Mysterio y sus compañeros ex empleados de Industrias Stark como parte de su plan para obtener la tecnología de Tony Stark y establecerse fraudulentamente como un superhéroe.

### Videojuegos
- El Hombre de Arena aparece en el juego Spider-Man Questprobe.
- Es un personaje principal en el juego The Amazing Spider-Man vs. The Kingpin. Se levanta de una caja de arena y debe ser disipado golpeándolo con agua.
- El Hombre de Arena es el segundo jefe en Spider-Man: Return of the Sinister Six para NES.
- El Hombre de Arena aparece como un jefe en Spider-Man 2: The Sinister Six.
- Apareció en Spider-Man 2: Enter Electro, con la voz de Daran Norris. Intenta evitar que Spider-Man salte sobre el tren del Escarabajo, pero es derrotado. Más tarde, persigue a Spider-Man en un sitio de construcción, y el héroe debe volcarle las mangueras industriales para interrumpir su integridad.
- En el videojuego Ultimate Spider-Man, se muestra que Ultimate Escarabajo ha robado uno de los viales que contienen a Flint Marko. Las ramificaciones aún están por verse. El arte conceptual para la edición especial del juego muestra a Escarabajo dándole el vial al Doctor Doom.
- El Hombre de Arena aparece en la adaptación de videojuego de Spider-Man 3, con la voz de Thomas Haden Church.
- Aparece en Spider-Man: Friend or Foe, con la voz de Fred Tatasciore. Él aparece como un jefe y un personaje jugable. En la cinemática de apertura, Hombre de Arena junto con Doctor Octopus, Duende Verde y Venom son secuestrados por los PHANTOM y terminan bajo el control de Mysterio. Hombre de Arena causa una tormenta de arena en El Cairo, Egipto y se enfrenta a Spider-Man en una batalla en el sitio de excavación. Después de ser liberado del Control Amuleto, se une a Spider-Man en su búsqueda.
- Apareció en el juego Spider-Man: The Battle Within como el segundo jefe. Era una de las dos batallas luchadas con el traje negro.
- Aparece en las versiones para PlayStation 2 y PSP de Spider-Man: Web of Shadows. Aparece como un personaje de ayuda que ataca a los enemigos con su ataque de arena. En las otras versiones, Hombre de Arena y la serie de películas se mencionan en la primera pelea entre Spider-Man y los enemigos del planeador cuando Spider-Man afirma: "Todo ese duende es así hace seis años. Los niños están en el Hombre de Arena y Venom, ¿entiendes?
- Aparece como jefe del segundo segmento increíble en Spider-Man: Shattered Dimensions.[39] Él es expresado por Dimitri Diatchenko.[40] En el juego, Hombre de Arena obtiene un fragmento de la Tabla de Orden y Caos, y aumenta sus poderes hasta el punto en que puede controlar cualquier arena simplemente mirándola. Spider-Man lo pelea en una cantera de arena abandonada propiedad de Industrias Roxxon. Tiene el poder de crear Golems de Arena, formar armas de la arena y crear destructivas tormentas de arena. En última instancia, él disemina su mente tan lejos y tan delgado que comienza a fracturarse y su única debilidad es el agua, que lo solidifica a él y a sus Golems de Arena el tiempo suficiente para atacarlo por un corto tiempo. Spider-Man logra derrotar al Hombre de Arena y reclamar el fragmento de la tableta. Durante los créditos, Hombre de Arena aparece atrapado en un reloj de arena mientras Spider-Man se desplaza a lo lejos.

- Aparece como jefe en el juego de Facebook Marvel: Avengers Alliance. Se ha lanzado posteriormente como un personaje desbloqueable.
- Aparece tanto como un jefe como un personaje jugable en Lego Marvel Super Heroes,[41] con la voz de Dee Bradley Baker.
- Diferentes versiones de él, aparecen en Spider-Man Unlimited, con la voz de Travis Willingham.
- El Hombre de Arena es un personaje jugable y un villano en Marvel: Future Fight.
- Es un personaje de playbale en el juego móvil y de PC Match-Three Marvel Puzzle Quest. Fue agregado al juego en junio de 2017.[42]
- Aparece como un personaje jugable en Lego Marvel Super Heroes 2.[43]
- Aparece encerrado en un frasco en el juego Spider-Man en un coleccionable
- El Hombre de Arena aparece como personaje jugable en Marvel Contest of Champions.